# Fraserwood
Fraserwood est un hameau du Manitoba située dans la municipalité rurale d'Armstrong dans la région d'Interlake à 50 miles au nord de Winnipeg. Originellement connu sous le nom de Kreuzberg, ce nom fut modifié en raison des sentiments anti-allemands durant la Première Guerre mondiale. Le nom Fraserwood est dérivé du nom du maître de poste Wood et de celui de sa femme Fraser
La colonisation de l'endroit débuta au début du XXe siècle avec l'établissement d'immigrants ukrainiens. Auparavant, la municipalité rurale de Kreuzberg englobait les hameaux de Maloton, Meleb, Rembrandt et de Kreuzburg (Fraserwood).
Le 21 septembre 1936, le Gouverneur-général du Canada Lord Tweedsmuir effectua une visite dans cette petite communauté.